# Wolfgang Leonhard

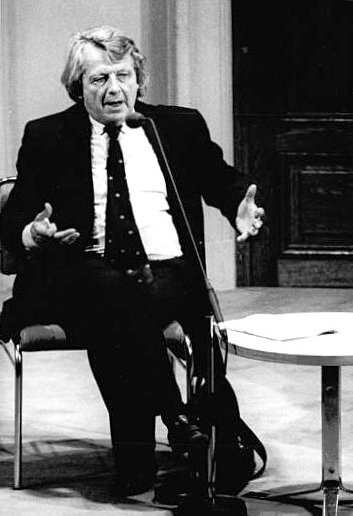
Wolfgang Leonhard (1990)

Wolfgang Leonhard (* 16. April 1921 in Wien als Wladimir Leonhard (seit 1945 trug er den Vornamen Wolfgang); † 17. August 2014 in Daun) war ein deutscher Historiker und Publizist. Seine Mutter Susanne Leonhard emigrierte 1935 auf der Flucht vor den Nationalsozialisten mit ihm in die Sowjetunion, wo sie ein Jahr später im Verlauf von Josef Stalins Terrorkampagne verhaftet und zu zwölf Jahren Arbeitslager in Sibirien verurteilt wurde. Der junge Wladimir blieb in Moskau, besuchte als Internat geführte Kaderschulen und wurde zum Kommunisten erzogen. Im April 1945 wurde er mit der Gruppe Ulbricht in die Sowjetische Besatzungszone in Ostdeutschland geflogen, wo er sich mit der stalinistischen SED überwarf und daraufhin nach Jugoslawien flüchtete. Von dort ging er in die  Bundesrepublik Deutschland und veröffentlichte dort 1955 das Buch Die Revolution entläßt ihre Kinder über seine Erlebnisse. Er studierte und wurde Professor für Geschichte in den USA. Leonhard galt als einer der führenden Kenner der Sowjetunion, der DDR und des Kommunismus. Von 1968 bis zu seinem Tod war er Mitglied des PEN-Zentrums Deutschland. Seinen Lebensabend verbrachte er in Manderscheid in der Eifel.

## Leben

### Kindheit und Jugend in Deutschland und Schweden
Wolfgang Leonhard war der Sohn der Publizistin Susanne Leonhard geb. Köhler. Ihr vormaliger Ehemann, der Dramatiker Rudolf Leonhard, erkannte die Vaterschaft an, obwohl Susanne Leonhard zur Zeit der Geburt mit Mieczysław Broński, dem sowjetischen Botschafter in Wien und engen Vertrauten Lenins, liiert und nach sowjetischem Recht verheiratet war. Seinen ursprünglichen Vornamen Wladimir hatte Leonhard aus Bewunderung seiner Eltern für Lenin erhalten.
Im Jahr 1931 zogen Mutter und Sohn nach einer kurzen Episode in Berlin-Reinickendorf in die linke Künstlerkolonie Berlin am Breitenbachplatz, ihr Nachbar war der Schauspieler und Sänger Ernst Busch. Wladimir Leonhard besuchte von 1930 bis 1931 das Realgymnasium Reinickendorf und anschließend die in den 1920er Jahren von Fritz Karsen aufgebaute Karl-Marx-Schule in Berlin-Neukölln, eine der ersten deutschen Gesamtschulen. 1931 schloss sich Leonhard der Kinderorganisation der KPD, den „Jungen Pionieren“, an. Wegen der kritischen Sicherheitslage in Berlin besuchte Leonhard 1932 für ein Jahr das reformpädagogische Landschulheim Herrlingen und wurde nach der NS-Machtübernahme im Herbst 1933 nach Viggbyholm bei Stockholm in ein Internat in Sicherheit gebracht. Seine Mutter blieb bis Frühsommer 1935 illegal in Deutschland.

### Jugend- und Erwachsenenjahre in der Sowjetunion
Wolfgang Leonhards Mutter besuchte ihren Sohn im Frühjahr 1935 in Schweden und kehrte nach zwei Warntelegrammen nicht mehr nach Deutschland zurück. Schweden verweigerte ihr das Asyl. Sie emigrierte zusammen mit ihrem Sohn Wladimir, der die sowjetische Staatsbürgerschaft besaß, im Juni 1935 über Leningrad nach Moskau. Susanne Leonhard wurde im Herbst 1936 anlässlich einer Säuberungsaktion Stalins verhaftet und für zwölf Jahre in das Arbeitslager Workuta deportiert. Leonhard verbrachte diese Zeit im „Kinderheim Nr. 6“ (einem Kinderheim für die Kinder deutscher und österreichischer Kommunisten) und besuchte bis 1937 die deutschsprachige Karl-Liebknecht-Schule in Moskau. Nach den stalinistischen „Säuberungen“ musste die Karl-Liebknecht-Schule schließen, weil es nun hieß, dass Schulen für nationale Minderheiten nicht mehr mit der offiziellen kommunistischen Parteilinie vereinbar seien.
Leonhard wechselte in die 93. Schule (eine russische Schule) in Moskau. Mit 19 Jahren begann er 1940 ein Studium an der „Moskauer Staatlichen Pädagogischen Hochschule für Fremdsprachen“. Ende September 1941 (nach dem deutschen Angriff) wurde er als Deutscher in den Norden Kasachstans zwangsumgesiedelt, wo er zunächst in Karaganda ein Lehrerinstitut besuchte. Ab Sommer 1942 wurde er an die Schule der Komintern in Kuschnarenkowo bei Ufa (Baschkirische ASSR) versetzt und erhielt dort, unter dem Tarnnamen „Wolfgang Linden“, eine Ausbildung zum kommunistischen Politkommissar. Dort traf er u. a. seinen einstigen Schulkameraden Markus Wolf wieder. Am 10. Juni 1943 löste Josef Stalin die Kommunistische Internationale auf, woraufhin die Schule geschlossen wurde. Von 1943 an war er Sprecher im Sender „Freies Deutschland“ des Nationalkomitees Freies Deutschland.
Bereits während seiner Zeit in der Sowjetunion kamen Leonhard immer wieder Zweifel am Stalinismus. An der Komintern-Schule durchlebte er die erste zermürbende „Kritik und Selbstkritik“.

„Was würde jedoch sein, wenn sich bei mir weitere kritische Auffassungen aufdrängten, die ich bei mir behielt, und weislich verschwieg? Heute glaube ich, daß damals ein Weg begann, der sieben Jahre später, nach schweren inneren Kämpfen, dazu geführt hat, daß ich mit dem Stalinismus brach und aus der sowjetischen Zone Deutschlands flüchtete.“

### Rückkehr nach Ostdeutschland 1945

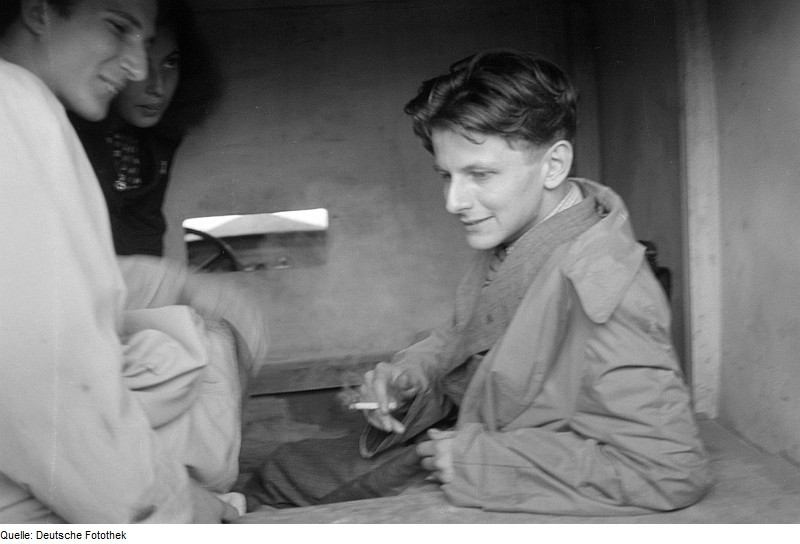
Wolfgang Leonhard 1946 als Dozent im Waldhof am Bogensee im Gespräch mit Studierenden der FDJ-Jugendhochschule

Wladimir Leonhard kehrte am 30. April 1945 als 24-jähriger Jungfunktionär mit Walter Ulbricht in der so genannten Gruppe Ulbricht nach Berlin zurück, wo er sich in Berlin dem Aufbau der kommunalen Verwaltung widmete. Ulbricht habe ihn damals gefragt, ob er nicht auch einen deutschen Vornamen habe, Wladimir sei ungünstig für die Arbeit in Deutschland. Da habe er ihm Wolfgang, den Vornamen seines Alias von 1942, angeboten. Seine Aufgabe war es gemäß Leonhards eigener Erinnerung, die Behörden demokratisch aussehen zu lassen, aber alles eng unter Kontrolle zu halten. Wie Markus Wolf, der nur wenige Tage nach Leonhard aus der Sowjetunion nach Berlin zurückgekehrt war, machte auch Leonhard zunächst Karriere in der Kommunistischen Partei Deutschlands bzw. der Sozialistischen Einheitspartei Deutschlands.
Von Juli 1945 bis September 1947 war Wolfgang Leonhard in der Abteilung Agitation und Propaganda des ZK der KPD (ab 1946 ZK der SED) tätig. Von 1947 bis 1949 lehrte er an der SED-Parteihochschule Karl Marx – Fakultät Geschichte – in der Hakeburg in Kleinmachnow.
1949 brach Leonhard jedoch mit dem Stalinismus, wurde insgeheim Anhänger des Titoismus und floh im März des Jahres mit seiner Freundin Ilse Spittmann über Prag nach Jugoslawien, wo er bei Radio Belgrad arbeitete.

### Leben in der Bundesrepublik
1950 siedelte er in die Bundesrepublik Deutschland über. Mit Josef Schappe, dem bayerischen KP-Abweichler Georg Fischer (1906–1980) und anderen gründete er die Unabhängige Arbeiterpartei Deutschlands, eine antistalinistisch-blockfreie, titoistische sozialistische Partei. Die Gruppe bestand mit finanzieller Unterstützung durch die jugoslawische KP bis Ende 1952 und wurde von der KPD als „titoistische Schappe-Leonhard-Clique“ diffamiert. Leonhard lebte in dieser Zeit in ständiger Furcht vor Entführung durch östliche Geheimdienste.
In der Bundesrepublik war er in den ersten Jahren im Verlag Kiepenheuer & Witsch angestellt, dort überwiegend nur mit Ausschnittarbeiten beschäftigt; abends schrieb er an einem Buch, in dem er seinen politischen Weg von Moskau im Jahre 1935 bis zu seiner Flucht aus der Sowjetischen Besatzungszone 1949 beschreibt. 1955 veröffentlichte Leonhard diese Erfahrungen unter dem Titel Die Revolution entläßt ihre Kinder. Es wurde sein mit Abstand bekanntestes Buch, der Titel wurde im politischen Milieu zu einer gängigen Redensart. In Meine Geschichte der DDR (2007) bezeichnet Leonhard sich als den ersten Prager Botschaftsflüchtling der DDR, da seine Flucht aus der SBZ nach Jugoslawien über die Prager Botschaft führte.

### Lehr- und Forschungstätigkeit
Aufgrund seiner Buchveröffentlichung erhielt der Verlagsangestellte Leonhard eine Einladung der University of Oxford. Dort absolvierte er von 1956 bis 1958 am St Antony’s College Post Graduate Studies. 1963 bis 1964 übte er eine Forschungstätigkeit als Senior Research Fellow am Institut für Russlandforschung der Columbia University New York aus. Ab Mitte der 1960er Jahre lehrte der auch als Sowjetologe bezeichnete Leonhard als Gastdozent zunächst an der University of Michigan in Ann Arbor und danach bis 1987 an der Historischen Fakultät der Yale University mit den Schwerpunktthemen „Geschichte der UdSSR“ und „Geschichte der kommunistischen Weltbewegung“. Zu seinen Schülern gehörte hier der spätere US-Präsident George W. Bush.
In der Bundesrepublik war Leonhard vielgefragter Kommentator für Fragen der Sowjetunion und des internationalen Kommunismus und publizistisch tätig; zeitweise wurde er anerkennend als „Kreml-Astrologe“ bezeichnet. Zahlreiche Fernsehauftritte über Jahrzehnte hinweg machten ihn auch einer breiten Öffentlichkeit bekannt.
Ab Juli 1987 besuchte Leonhard regelmäßig die Sowjetunion, dann Russland und andere GUS-Staaten. Von 1993 an war er sieben Mal als OSZE-Wahlbeobachter bei den Wahlen in Russland, Belarus und zuletzt in der Ukraine. Er war Gastdozent an den Universitäten von Michigan, Mainz, Trier, Kiel, Chemnitz und Erfurt. Bis ins hohe Alter blieb Leonhard als Publizist und Vortragsredner tätig.

## Privates
Wanda Brońska-Pampuch war seine Halbschwester.
Wolfgang Leonhard war eines der 14 Gründungsmitglieder der deutschen Sektion von Amnesty International.
Leonhard lebte seit 1964 in Manderscheid (Eifel). Er war seit 1974 in zweiter Ehe mit der Psychologin, Publizistin und späteren SPD-Bundestagsabgeordneten Elke Leonhard verheiratet. Sein Sohn stammte aus seiner ersten Ehe mit der Italienerin Yvonne Sgarella di Fini.
Leonhard lebte umgeben von über 9000 Büchern, vor allem zu seinen wissenschaftlichen Lebensthemen. Bestandteil seiner Bibliothek war auch eine vollständige Sammlung sämtlicher Ausgaben der Prawda. Um seine Bücher unterbringen zu können, erwarb das Ehepaar Leonhard in Manderscheid auch das benachbarte Haus.
Leonhard starb am 17. August 2014 nach langer, schwerer Krankheit mit 93 Jahren in einem Krankenhaus in Daun. Er wurde auf dem Gemeindefriedhof von Manderscheid, Landkreis Bernkastel-Wittlich, beigesetzt. In einem Nachruf bezeichnete der Publizist Ralph Giordano Wolfgang Leonhard als seinen ältesten und besten Freund.

## Ehrungen
- Ehrenmitglied der Phi Beta Kappa der Yale-Universität (1982)
- Bundesverdienstkreuz I. Klasse (1987)
- Ehrenmedaille der Bundeshauptstadt Wien in Gold (1991)
- Ehrendoktorwürde der Technischen Universität Chemnitz (1998)
- Österreichisches Ehrenkreuz für Wissenschaft und Kunst I. Klasse (2002)
- Europäischer Wissenschafts-Kulturpreis (2004)

## Werke (Auswahl)
- Die Revolution entläßt ihre Kinder. Kiepenheuer & Witsch, Köln 1955, ISBN 3-462-01463-3.[16]
  - 22. Auflage: Köln 2005, ISBN 3-462-03498-7.
    - Neuauflage: Anaconda Verlag, Köln 2010, ISBN 978-3-86647-460-4.
- Sowjetideologie heute. Gemeinsam mit Gustav A. Wetter. Fischer, Frankfurt am Main 1962, ISBN 3-596-26046-9.
- Kreml ohne Stalin. Verlag für Politik und Wirtschaft, Köln 1959 (3. [veränderte] Auflage, Kiepenheuer & Witsch, Köln 1963).
- Nikita Sergejewitsch Chruschtschow. Aufstieg und Fall eines Sowjetführers. Bucher, Luzern, Frankfurt am Main 1965.
- Die Dreispaltung des Marxismus. Ursprung und Entwicklung des Sowjetmarxismus, Maoismus und Reformkommunismus. Econ, Düsseldorf 1975, ISBN 3-430-15880-X.
- Am Vorabend einer neuen Revolution. Die Zukunft des Sowjetkommunismus. Mosaik, München 1975, ISBN 3-570-02611-6.
- Eurokommunismus. Herausforderung für Ost und West. Goldmann, München 1980, ISBN 3-442-11256-7.
- Völker hört die Signale: Die Gründerjahre des Weltkommunismus 1919–1924. Goldmann Sachbuch, München 1981, ISBN 3-442-11369-5.
- Dämmerung im Kreml. Herausforderung für Ost und West. Deutsche Verlags-Anstalt GmbH, Stuttgart 1984, ISBN 3-421-06182-3.
- Das kurze Leben der DDR. Berichte und Kommentare aus vier Jahrzehnten. DVA, Stuttgart 1990, ISBN 3-421-06586-1.
- Die Reform entläßt ihre Väter. Der steinige Weg zum modernen Rußland. DVA, Stuttgart, ISBN 3-421-06674-4.
- Spiel mit dem Feuer. Russlands schmerzhafter Weg zur Demokratie. Lübbe Verlag, Bergisch Gladbach 1998, ISBN 3-404-60457-1.
- Spurensuche. 40 Jahre nach „Die Revolution entläßt ihre Kinder“. Kiepenheuer & Witsch, Köln 2000, ISBN 3-462-02390-X.
- November 1945: Das Schulungsheft über Friedrich Engels. In: Beiträge zur Marx-Engels-Forschung. Neue Folge, Sonderband 5. Die Marx-Engels-Werkausgaben in der UdSSR und DDR (1945–1968). Hrsg. von Carl-Erich Vollgraf, Richard Sperl und Rolf Hecker. Argument Verlag, Hamburg 2006, S. 83–94, ISBN 3-88619-691-7.
- Die Revolution entlässt ihre Kinder. Infosat-Verlag, Daun 2006, ISBN 3-933350-07-7 (22 Audio CDs; Hörbuch).
- Die Vereinigung von KPD und SPD zur SED. Nora-Verlag, Berlin 2006, ISBN 3-86557-073-9.
- Meine Geschichte der DDR. Rowohlt, Berlin 2007, ISBN 978-3-87134-572-2.
- Anmerkungen zu Stalin. Rowohlt, Berlin 2009, ISBN 978-3-87134-635-4.
- Die linke Versuchung. Wohin steuert die SPD? be.bra, Berlin 2009, ISBN 978-3-86124-633-6 (mit Elke Leonhard).

## Fernsehen (Auswahl)
- Wolfgang Leonhard im Gespräch mit Dieter Zimmer, in der ZDF-Reihe Zeugen des Jahrhunderts. Erstausstrahlung in zwei Folgen am 6. und 13. Oktober 1993.
- Der Unruheständler: Wolfgang Leonhard – junger Pionier, Sowjetforscher, Liberaler. Autor: Joachim Görgen. Erstausstrahlung am 12. Juli 2000 im MDR (= Folge 41 der ARD-Reihe Lebensläufe, 45 Min.).